# Teatrul de Club Napoca din Cluj-Napoca
Istoric
Clădirea Teatrului de Club Napoca, se află în Cluj-Napoca.
Adresă: Cluj-Napoca, strada Napoca, nr. 15
Telefon: 0264 590655
Teatrul de Club Napoca din Cluj Napoca este înființat în anul 2010. Managerul acestui teatru este actorul și regizorul Sorin Misirianțu. 
Repertoriul teatrului este bazat pe comedii în maximum patru personaje, spațiul fiind restrâns. Spectacolele teatrului se desfășoară în mansarda localului Napoca 15. În decursul anilor, spectacolele produse aici au fost în turnee în Franța, Germania, Belgia, Anglia, Canada, Cuba, Suedia. Amantul înșelat, de Orlin Diakov, a fost spectacolul cu cel mai mare succes, el ajungând până în îndepărtata Cuba, la invitația Doamnei Ambasador al României la Havana, Excelența sa, Doamna Gențiana Șerbu.
Actorii Ioan Isaiu și Sorin Misirianțu joacă la Teatrul de Club Napoca și în spectacolele Menage a trois, după Neil Simon, sau Rivalii, după Harold Pinter.
Dintre actorii invitați pe scena acestui teatru îi amintim pe Magda Catone, Claudiu Bleonțț, Petre Ghimbășanu, Claudiu Pintican, Alexandru Pavel, Ciugulitu Csaba, Cătălin Grigoraș, Elena Ivanca , Adriana Băilescu, Cornel Răileanu, Ramona Dumitrean, Ruslan Bârlea etc.
Spectacolele se joacă în fiecare joi, de la ora 20. 